# Ben Hagerty
Benjamin Haggerty, também conhecido como Ben Hagerty, foi um ator de cinema estadunidense da era do cinema mudo, e que atuou em 6 filmes entre 1921 e 1949.

## Biografia
Seu primeiro filme foi o seriado Miracles of the Jungle em 1921, pela Selig Polyscope Company, companhia para a qual atuou em mais alguns filmes em 1921. Em 1922, pela  Sawyer-Lubin Pictures Corporation, atuou no filme Little Eva Ascends. Em 1949 fez seu último filme, Malaya, pela MGM, num pequeno papel não-creditado. O seriado Miracles of the Jungle foi marcado, por um incidente: durante uma cena com um leão, o ator Ben Hagerty foi ferido, ficando hospitalizado por mais de um mês, até a recuperação e a volta às filmagens.

## Filmografia
- Miracles of the Jungle (1921)
- Kazan (1921)[5]
- Old Dynamite (1921)
- Brand of Courage (1921)
- Little Eva Ascends (1922)
- Malaya (1949)